# Championnats du monde de paratriathlon 2015
Navigation
Édition précédente Édition suivante
Les championnats du monde de paratriathlon 2015 se sont déroulés le 18 septembre 2015 à Chicago, l'épreuve faisant partie du programme de la grande finale des séries mondiales de triathlon qui se sont déroulés  du 16 au 19 septembre. Depuis 2014 les paratriathlètes s'affrontent sur la distance sprint (750 m de natation, 20 km de vélo et 10 km de course à pied) selon une nouvelle catégorisation spécifique à leurs handicaps, de PT1 à PT5 . Chaque catégorie décernant le titre de champion du monde de paratriathlon correspondant après une épreuve mixte et un classement différencié des paratriathlètes féminins et masculins.

## Palmarès
Tableaux des podiums du championnat 2015.
| Médaille           | PT1            | PT2              | PT3                        | PT4               | PT5              |
| ------------------ | -------------- | ---------------- | -------------------------- | ----------------- | ---------------- |
| Médaille d'or      | Bill Chaffey   | Michele Ferrarin | Oliver Dreier              | Stefan Daniel     | Aaron Scheidies  |
| Médaille d'argent  | Krige Schabort | Stéphane Bahier  | Alejandro Sánchez Palomero | Martin Schulz     | Vasyl Zakrevskyi |
| Médaille de bronze | Jetze Plat     | Ryan Taylor      | Justin Godfrey             | Yannick Bourseaux | Łukasz Wietecki  |

| Médaille           | PT1             | PT2               | PT3                  | PT4             | PT5              |
| ------------------ | --------------- | ----------------- | -------------------- | --------------- | ---------------- |
| Médaille d'or      | Kendall Gretsch | Allysa Seely      | Sally Pilbeam        | Lauren Steadman | Katie Kelly      |
| Médaille d'argent  | Emily Tapp      | Hailey Danisewicz | Kerryn Harvey        | Grace Norman    | Alison Patrick   |
| Médaille de bronze | Lizzie Tench    | Melissa Stockwell | Saskia Van Den Ouden | Kate Doughty    | Susana Rodríguez |